# イズミルスポル
イズミルスポル（トルコ語: İzmirspor）は、トルコ・イズミルを本拠地とするサッカークラブ。

## 歴史
1923年7月25日にアルトゥン・アイ（Altın Ay）の名で設立された。1930年11月28日にライバルのサカルヤ（Sakarya）と合併しイズミルスポルに改名した。
1933年にトゥルキエ・フットゥボル・シャンピオナスで準優勝したのが最高成績である。その後、1950年代に再びイズミル・フットゥボル・リギを制覇するようになった。全国リーグであるミッリ・リグが設立された時の初代メンバーの1つであるが、1967年にTFF1.リグに降格、翌シーズンに昇格したものの1シーズンで再び2部に戻った。1972年に3部に降格すると、2部と3部を行き来するようになった。しかし2008年に4部降格となると、2010年には地域リーグへと降格した。

## 歴代所属選手
- メティン・オクタイ 1954-55
- セミフ・シェンテュルク 2001-02
- ビラル・クサ 2003-04

## タイトル
- イズミル・フットゥボル・リギ: 1929-30, 1932-33, 1949, 1954-55, 1955-56[2][3]